# 7498 Blaník
7498 Blaník là một tiểu hành tinh vành đai chính với chu kỳ quỹ đạo là 2066.1669298 ngày (5.66 năm).
Nó được phát hiện ngày 16 tháng 1 năm 1996.